# Erich Fuchs
Erich Fritz Erhard Fuchs, född 9 april 1902 i Berlin, död 25 juli 1980 i Koblenz, var en tysk SS-Scharführer, som var delaktig i Aktion T4 och Operation Reinhard.

## Biografi
I mitten av 1930-talet arbetade Fuchs som chaufför inom bland annat Nationalsozialistische Volkswohlfahrt. År 1940 rekryterades Fuchs till Aktion T4, Nazitysklands så kallade eutanasiprogram för psykiskt och fysiskt funktionshindrade. Han blev chaufför åt SS-läkaren Irmfried Eberl, som var medicinsk chef vid eutanasianstalterna i Brandenburg och Bernburg. Fuchs närvarade vid flera gasningar av patienter. 
År 1942 inleddes Operation Reinhard, förintelsen av bland annat Generalguvernementets judar, och Fuchs deltog i uppförandet av operationens tre förintelseläger: Bełżec, Sobibór och Treblinka. Tillsammans med Erich Bauer installerade Fuchs i Sobibór en stridsvagnsmotor som skulle förse gaskamrarna med kolmonoxidavgaser. Fuchs och Bauer konstruerade även gasningsanläggningen i Treblinka.

### Efter andra världskriget
Efter andra världskriget arbetade Fuchs som lastbilschaufför, mekaniker och bilförsäljare. År 1963 ställdes Fuchs inför rätta vid Bełżecrättegången (1963–1965), åtalad för medhjälp till mord i 90 000 fall, men han frikändes på grund av att ha handlat under tvång (tyska Putativnotstand). Vid rättegången vittnade han om den första gasningen som ägde rum i Sobibór:
| ” | Om jag minns rätt, skulle trettio till fyrtio kvinnor gasas i en gaskammare. De judiska kvinnorna tvingades att klä av sig i det fria bredvid gaskammaren, och föstes in i gaskammaren av de ovan nämnda SS-medlemmarna [ Herbert Floss, Erich Bauer, Franz Stangl, Gottfried Schwarz, Heinrich Barbl med flera] och ukrainska vakter. När kvinnorna hade stängts in i gaskammaren, startade jag motorn. [---] Omkring tio minuter senare var de trettio till fyrtio kvinnorna döda. [---] Jag packade ihop mina verktyg och såg när liken avlägsnades. | „ |

Fuchs åtalades även vid Sobibórrättegången (1965–1966) och befanns vara medansvarig för mord i minst 39 000 fall. Han dömdes till fyra års fängelse.